# La Parténope (Sumaya)
La Parténope es la primera ópera escrita en México y en América del Norte. Es una ópera en tres actos con un libreto de Silvio Stampiglia  puesto en metro músico por Manuel de Sumaya.

## Acción
El príncipe Arsace y el príncipe Armindo pretenden casarse con la reina Parténope, fundadora del reino de Nápoles. El reino mantiene una Guerra en contra del príncipe Emilio. Parténope se siente atraída por Arsace sin saber que el príncipe ha abandonado antes a Rosmira. Tal, disfrazada de hombre y haciéndose llamar Eurimene ha llegado a la corte pretendiendo recuperar el amor del traidor. Rosmira, en su disfraz de Eurimene le hace recriminaciones por su infidelidad y le exige mantener el secreto de su falsa identidad. Después de una complicada trama de enredos se revela la verdadera identidad de Rosmira y se restaura el orden por medio de los matrimonios correspondientes de las parejas que se han figurado.

### Libreto
Manuel de Sumaya utilizó la traducción de un libreto originalmente escrito en italiano por Silvio Stampiglia y ya puesto en música antes por otros compositores. El primer compositor del cual se sabe que utilizó dicho libreto fue Luigi Mancia, el cual estrenó su versión en Nápoles en 1699. Otras versiones se deben a Leonardo Vinci y Georg Friedrich Händel.

## Datos históricos
La ópera de Manuel de Sumaya fue un encargo del virrey Fernando de Alencastre Noroña y Silva y se estrenó en el Palacio Virreinal de la Ciudad de México el 1° de mayo de 1711. Se trata de la primera ópera representada en el norte del continente Americano. La primera ópera que se representó en todo el continente fue La púrpura de la rosa con libreto de Pedro Calderón de la Barca y Tomás de Torrejón y Velasco, estrenada el 19 de octubre de 1701 en la corte virreinal de Lima en el Virreinato del Perú. Con anterioridad Manuel de Sumaya escribió una obra esencia llamada El Rodrigo y clasificada como melodrama. No existe ninguna referencia a la obra y la crítica ha aceptado no considerarla como una ópera por ser clasificada como melodrama, pero conociendo las costumbres operísticas italianas de la época, en la que con frecuencia se clasificaban óperas como melodramas o dramas per música debería reconsiderarse si el estreno de El Rodrigo sucedido para conmemorar el nacimiento del infante Luis en el año de 1708 no habrá sido la fecha correcta del nacimiento de la ópera en México.
Parténope es mencionada como personaje en la mitología griega y la literatura clásica como una de las sirenas que atormentaron a Ulises. Según una versión, se arrojó al océano al no ser correspondido su amor por Ulises. Su cuerpo muerto fue arrojado por las aguas a las costas de la actual Nápoles. Por ello, durante un tiempo, aquella región fue llamada con el nombre de tal personaje. Silvio Stampiglia creó una historia no registrada en las fuentes antiguas en la cual Parténope es la reina de Nápoles.
Tanto la música de La Parténope como de El Rodrigo están perdidas. Se sabe de su existencia gracias a un documento público que circuló en 1711 a cargo de un impresor de la Ciudad de México de apellido Rivera. Se conserva en la Biblioteca Nacional de México el libreto utilizado por Manuel de Sumaya.

### Recepción
(...) Hemos tenido ante nosotros un ejemplar del libreto de esta obra (impreso por los herederos de la viuda de Miguel de Rivera, en 1711), que está en español e italiano. Se considera que la música está perdida, aun cuando no se han agotado las esperanzas de hallarla (...) El libreto está dividido en tres actos y treinta y ocho escenas con siete personajes. El argumento, que nada tiene que ver con los personajes mitológicos que llevan el nombre de Parténope, es bastante confuso: intervienen dos princesas y sus galanes, teniendo aquéllas la consabida curiosidad de probar el amor de éstos; una mujer se disfraza de hombre y, en su imprudencia, se ve mezclada en una intriga que desemboca en duelo que no llega a realizarse por no poder cumplir con las reglas de descubrirse el pecho, declarándose vencida; termina con un amoroso coloquio de enamorados (...)
Guillermo Orta Velázquez. Breve historia de la música en México, México: Joaquín Porrúa: 1970